# Race of Champions
De Race of Champions (race der kampioenen), is een auto- en motorsportevenement dat sinds 1988 jaarlijks wordt georganiseerd.
Oorspronkelijk werd de race gehouden ter nagedachtenis van de in 1986 overleden rijder Henri Toivonen, hij kwam om het leven in de rally van Corsica. Naar hem werd ook de trofee, die wordt uitgereikt aan de individuele winnaar, genoemd.
Ter gelegenheid van dit evenement werd in het Stade de France elk jaar een nieuw ontworpen autocircuit gebouwd bestaande uit twee banen, in elke baan staat één rijder, zij nemen het tegen elkaar op.
In de eerste jaren van de race, namen enkel rallyrijders deel aan de competitie, om zo uit te maken wie op een circuit de snelste was. Maar al snel werd het evenement uitgebreid en kwamen ook coureurs uit andere takken van de auto- en motorsport het beste van zichzelf tonen in het Stade de France. Sinds 1999 wordt daarnaast ook de Race Of Champions Nations Cup georganiseerd, daarin nemen verschillende landen het tegen elkaar op. Om de race nog wat interessanter te maken voor het grote publiek, wordt er sinds enkele jaren gebruikgemaakt van verschillende types van wagens, zowel rally- als circuitwagens.

## Erelijst Race of Champions
| Jaar | Plaats                                | Winnaar                               | Verliezend finalist                   | Nation's cup                          | Nation's cup                                  | Nation's cup                          | Nation's cup                                        |
| Jaar | Plaats                                | Winnaar                               | Verliezend finalist                   | Land                                  | Winnaar                                       | Land                                  | Verliezend finalist                                 |
| ---- | ------------------------------------- | ------------------------------------- | ------------------------------------- | ------------------------------------- | --------------------------------------------- | ------------------------------------- | --------------------------------------------------- |
| 1988 | Monthléry, Parijs                     | Juha Kankkunen                        | Timo Salonen                          | niet gehouden                         | niet gehouden                                 | niet gehouden                         | niet gehouden                                       |
| 1989 | Nürburgring, Nürburg                  | Stig Blomqvist                        | Walter Röhrl                          | niet gehouden                         | niet gehouden                                 | niet gehouden                         | niet gehouden                                       |
| 1990 | Barcelona                             | Stig Blomqvist                        | Tommi Mäkinen                         | niet gehouden                         | niet gehouden                                 | niet gehouden                         | niet gehouden                                       |
| 1991 | Jarama, Madrid                        | Juha Kankkunen                        | Didier Auriol                         | niet gehouden                         | niet gehouden                                 | niet gehouden                         | niet gehouden                                       |
| 1992 | Telde, Las Palmas                     | Andrea Aghini                         | Colin McRae                           | niet gehouden                         | niet gehouden                                 | niet gehouden                         | niet gehouden                                       |
| 1993 | Telde, Las Palmas                     | Didier Auriol                         | Carlos Sainz                          | niet gehouden                         | niet gehouden                                 | niet gehouden                         | niet gehouden                                       |
| 1994 | Telde, Las Palmas                     | Didier Auriol                         | Stig Blomqvist                        | niet gehouden                         | niet gehouden                                 | niet gehouden                         | niet gehouden                                       |
| 1995 | Telde, Las Palmas                     | François Delecour                     | Colin McRae                           | niet gehouden                         | niet gehouden                                 | niet gehouden                         | niet gehouden                                       |
| 1996 | Telde, Las Palmas                     | Didier Auriol                         | François Delecour                     | niet gehouden                         | niet gehouden                                 | niet gehouden                         | niet gehouden                                       |
| 1997 | Telde, Las Palmas                     | Carlos Sainz                          | Colin McRae                           | niet gehouden                         | niet gehouden                                 | niet gehouden                         | niet gehouden                                       |
| 1998 | Telde, Las Palmas                     | Colin McRae                           | Alister McRae                         | niet gehouden                         | niet gehouden                                 | niet gehouden                         | niet gehouden                                       |
| 1999 | Telde, Las Palmas                     | Didier Auriol                         | Tommi Mäkinen                         | Finland                               | Tommi Mäkinen Jyrki Järvilehto Kari Tiainen   | Spanje                                | Carlos Sainz Marc Gené Pere Riba                    |
| 2000 | Telde, Las Palmas                     | Tommi Mäkinen                         | Marcus Grönholm                       | Frankrijk                             | Régis Laconi Yvan Muller Gilles Panizzi       | Italië                                | Miki Biasion Emanuele Pirro Valentino Rossi         |
| 2001 | Telde, Las Palmas                     | Harri Rovanperä                       | Armin Schwarz                         | Spanje                                | Jesús Puras Fernando Alonso Rubén Xaus        | All Stars                             | Harri Rovanperä Tom Kristensen Troy Bayliss         |
| 2002 | Telde, Las Palmas                     | Marcus Grönholm                       | Sébastien Loeb                        | Verenigde Staten                      | Jeff Gordon Jimmy Johnson Colin Edwards       | Italië                                | Renato Travaglia Fabrizio Giovanardi Marco Melandri |
| 2003 | Telde, Las Palmas                     | Sébastien Loeb                        | Marcus Grönholm                       | All Stars                             | Cristiano da Matta Gilles Panizzi Fonsi Nieto | Spanje                                | Oriol Servia Fernando Alonso Emilio Alzamora        |
| 2004 | Stade de France, Parijs               | Heikki Kovalainen                     | Sébastien Loeb                        | Frankrijk                             | Jean Alesi Sébastien Loeb                     | Finland                               | Heikki Kovalainen Marcus Grönholm                   |
| 2005 | Stade de France, Parijs               | Sébastien Loeb                        | Tom Kristensen                        | Team Scandinavia                      | Tom Kristensen Mattias Ekström                | Frankrijk                             | Sébastien Bourdais Stéphane Peterhansel             |
| 2006 | Stade de France, Parijs               | Mattias Ekström                       | Sébastien Loeb                        | Finland                               | Heikki Kovalainen Marcus Grönholm             | Verenigde Staten                      | Travis Pastrana                                     |
| 2007 | Wembley Stadium, Londen               | Mattias Ekström                       | Michael Schumacher                    | Duitsland                             | Michael Schumacher Sebastian Vettel           | Finland                               | Marcus Grönholm Heikki Kovalainen                   |
| 2008 | Wembley Stadium, Londen               | Sébastien Loeb                        | David Coulthard                       | Duitsland                             | Michael Schumacher Sebastian Vettel           | Team Scandinavia                      | Tom Kristensen Mattias Ekström                      |
| 2009 | Nationaal Stadion, Beijing            | Mattias Ekström                       | Michael Schumacher                    | Duitsland                             | Michael Schumacher Sebastian Vettel           | Verenigd Koninkrijk                   | Jenson Button Andy Priaulx                          |
| 2010 | ESPRIT arena, Düsseldorf              | Filipe Albuquerque                    | Sébastien Loeb                        | Duitsland                             | Michael Schumacher Sebastian Vettel           | Verenigd Koninkrijk                   | Jason Plato Andy Priaulx                            |
| 2011 | ESPRIT arena, Düsseldorf              | Sébastien Ogier                       | Tom Kristensen                        | Duitsland                             | Michael Schumacher Sebastian Vettel           | Team Nordic                           | Tom Kristensen Juho Hänninen                        |
| 2012 | Rajamangala Stadium, Bangkok          | Romain Grosjean                       | Tom Kristensen                        | Duitsland                             | Michael Schumacher Sebastian Vettel           | Frankrijk                             | Romain Grosjean Sébastien Ogier                     |
| 2013 | Rajamangala Stadium, Bangkok          | geannuleerd vanwege politieke onrust  | geannuleerd vanwege politieke onrust  | geannuleerd vanwege politieke onrust  | geannuleerd vanwege politieke onrust          | geannuleerd vanwege politieke onrust  | geannuleerd vanwege politieke onrust                |
| 2014 | Bushy Park, Barbados                  | David Coulthard                       | Pascal Wehrlein                       | Team Nordic                           | Tom Kristensen Petter Solberg                 | Verenigd Koninkrijk                   | David Coulthard Susie Wolff                         |
| 2015 | Olympisch Stadion, Londen             | Sebastian Vettel                      | Tom Kristensen                        | Engeland 1                            | Jason Plato Andy Priaulx                      | Duitsland                             | Sebastian Vettel Nico Hülkenberg                    |
| 2016 | Niet gehouden                         | Niet gehouden                         | Niet gehouden                         | Niet gehouden                         | Niet gehouden                                 | Niet gehouden                         | Niet gehouden                                       |
| 2017 | Marlins Park, Miami                   | Juan Pablo Montoya                    | Tom Kristensen                        | Duitsland                             | Sebastian Vettel                              | USA NASCAR                            | Kurt Busch Kyle Busch                               |
| 2018 | Riyadh, Saudi-Arabië                  | David Coulthard                       | Petter Solberg                        | Duitsland                             | Timo Bernhard René Rast                       | Latijns-Amerika                       | Juan Pablo Montoya Hélio Castroneves                |
| 2019 | Mexico-Stad                           | Benito Guerra                         | Loic Duval                            | Team Nordic                           | Johan Kristoffersson Tom Kristensen           | Duitsland                             | Sebastian Vettel Mick Schumacher                    |
| 2020 | Virtueel i.v.m. Coronacrisis          | Virtueel i.v.m. Coronacrisis          | Virtueel i.v.m. Coronacrisis          | Virtueel i.v.m. Coronacrisis          | Virtueel i.v.m. Coronacrisis                  | Virtueel i.v.m. Coronacrisis          | Virtueel i.v.m. Coronacrisis                        |
| 2021 | Niet gehouden i.v.m. Coronacrisis     | Niet gehouden i.v.m. Coronacrisis     | Niet gehouden i.v.m. Coronacrisis     | Niet gehouden i.v.m. Coronacrisis     | Niet gehouden i.v.m. Coronacrisis             | Niet gehouden i.v.m. Coronacrisis     | Niet gehouden i.v.m. Coronacrisis                   |
| 2022 | Piteå                                 | Sébastien Loeb                        | Sebastian Vettel                      | Noorwegen                             | Petter Solberg Oliver Solberg                 | Verenigde Staten                      | Jimmie Johnson Colton Herta                         |
| 2023 | Piteå                                 | Mattias Ekström                       | Mick Schumacher                       | Noorwegen                             | Petter Solberg Oliver Solberg                 | All Stars                             | Thierry Neuville Felipe Drugovich                   |
| 2024 | Geen geschikte locatie, niet gehouden | Geen geschikte locatie, niet gehouden | Geen geschikte locatie, niet gehouden | Geen geschikte locatie, niet gehouden | Geen geschikte locatie, niet gehouden         | Geen geschikte locatie, niet gehouden | Geen geschikte locatie, niet gehouden               |
| 2025 | Sydney                                | Sébastien Loeb                        | Chaz Mostert                          | Frankrijk                             | Sébastien Loeb Victor Martins                 | Australië                             | Brodie Kostecki Will Brown                          |

## Winnaars
Champion of Champions
| Coureur            | Aantal overwinningen |
| ------------------ | -------------------- |
| Didier Auriol      | 4                    |
| Sébastien Loeb     | 4                    |
| Mattias Ekström    | 4                    |
| Stig Blomqvist     | 2                    |
| Juha Kankkunnen    | 2                    |
| Andrea Aghini      | 1                    |
| François Delecour  | 1                    |
| Carlos Sainz       | 1                    |
| Colin McRae        | 1                    |
| Tommi Mäkinen      | 1                    |
| Harri Rovanperä    | 1                    |
| Marcus Grönholm    | 1                    |
| Heikki Kovalainen  | 1                    |
| Filipe Albuquerque | 1                    |
| Sébastien Ogier    | 1                    |
| Romain Grosjean    | 1                    |
| David Coulthard    | 1                    |
| Sebastian Vettel   | 1                    |
| Juan Pablo Montoya | 1                    |

Nations' Cup
| Land/Team        | Overwinningen |
| ---------------- | ------------- |
| Duitsland        | 7             |
| Finland          | 2             |
| Frankrijk        | 2             |
| Noorwegen        | 2             |
| Spanje           | 1             |
| Verenigde Staten | 1             |
| All-Stars        | 1             |
| Scandinavië      | 1             |
| Nordic           | 1             |
| Engeland         | 1             |